# Megalotheca montana
Megalotheca montana är en insektsart som beskrevs av Boris Petrovich Uvarov 1928. Megalotheca montana ingår i släktet Megalotheca och familjen vårtbitare. Inga underarter finns listade i Catalogue of Life.